# 稲築駅
稲築駅（いなつきえき）は、かつて福岡県嘉穂郡稲築町（現：嘉麻市）大字漆生にあった、日本国有鉄道（国鉄）漆生線の貨物駅（廃駅）である。貨物支線の廃線に伴い、1968年（昭和43年）11月1日に廃駅となった。

## 歴史
- 1923年（大正12年）5月21日：開業[1]。貨物駅[1]。
- 1942年（昭和17年）4月1日：営業範囲を荷物および貨物に変更[1]。
- 1943年（昭和18年）6月10日：再び営業範囲を貨物に変更[1]。
- 1968年（昭和43年）11月1日：貨物支線の廃線に伴い廃止[1]。

## 隣の駅
日本国有鉄道
漆生線（貨物支線）
漆生駅 - 稲築駅